# Relations entre Haïti et le Mexique
Les relations entre Haïti et le Mexique font référence aux relations diplomatiques entre les États-Unis mexicains et la République d'Haïti. Les deux pays sont membres de l’Association des États des Caraïbes, de la Communauté des États d’Amérique latine et des Caraïbes, de l’Organisation des États américains et de l’Organisation des Nations unies.

## Histoire
Haïti a été le premier pays d'Amérique latine à obtenir son indépendance vis-à-vis de la France en 1804. Ce résultat a inspiré plusieurs nations de la région dans leur lutte pour l'indépendance. En 1816, le général mexicain Martín Javier Mina et Larrea se rendit en Haïti pour obtenir un soutien pour l'indépendance du Mexique vis-à-vis de l'Espagne. Les relations consulaires entre Haïti et le Mexique ont été établies en 1882 et des relations diplomatiques formelles ont été établies en 1929. En 1934, un bureau diplomatique mexicain a été ouvert à Port-au-Prince et en 1943, il a été transformé en ambassade. La même année, Haïti a ouvert une ambassade à Mexico.
Entre 1957 et 1986, Haïti était dirigé par le président François Duvalier, puis par son fils, Jean-Claude Duvalier. Au cours de cette période, plusieurs hommes politiques, étudiants et activistes haïtiens de haut niveau ont cherché refuge à l'ambassade du Mexique dans la capitale, dont l'ancien homme politique et auteur, Gérard Pierre-Charles, qui a vécu 26 ans au Mexique. En février 1991, le président Jean-Bertrand Aristide est arrivé au pouvoir. Il a ensuite été renversé par un coup d'État en septembre 1991 et contraint de fuir le pays. Le même mois, le Premier ministre d’Aristide, René Préval, s’est réfugié à l’ambassade du Mexique, où il est resté pendant onze mois, jusqu'à ce qu'on lui accorde un sauf-conduit et s’enfuit au Mexique. René Préval deviendra plus tard président d'Haïti de février 1996 à 2001 puis de nouveau de 2006 à 2011 
En janvier 2010, Haïti a connu un séisme de magnitude 7,0. À l'instar de plusieurs pays, le Mexique a réagi en fournissant de la nourriture et d'autres aides essentielles d'urgence. Peu après le tremblement de terre, plus de 1 300 travailleurs médicaux mexicains sont arrivés en Haïti, ainsi que 15 000 tonnes d’aide humanitaire et plus de 51 000 tentes destinées à fournir un abri temporaire. Les soldats mexicains ont également participé à des opérations de recherche et de sauvetage. Depuis 2010, le gouvernement mexicain a accordé une aide financière de plus de 8 millions de dollars américains au gouvernement et au peuple haïtiens.
En 2012, le président Felipe Calderón est devenu le premier chef d'État mexicain à se rendre en Haïti. Lors de son séjour en Haïti, le président Calderon a rencontré le président haïtien Michel Martelly, et ils ont discuté des relations bilatérales entre les deux pays et de l'aide au développement fournie par le Mexique envers Haïti. En 2016, environ 5 000 ressortissants haïtiens, une fois au Mexique, ont été empêchés d'entrer aux États-Unis lorsque le président Barack Obama a mis fin à l'autorisation pour les Haïtiens de pénétrer dans le pays pour raisons humanitaires. De nombreux Haïtiens sont restés au Mexique, principalement dans les villes frontalières de Mexicali et de Tijuana,.
Dans le cadre d'un effort visant à accroître l'aide humanitaire et la reconstruction d'Haïti, le Mexique offre des bourses d'études pour que 300 étudiants haïtiens puissent étudier dans les universités mexicaines chaque année. Ces étudiants reçoivent également une allocation mensuelle de 625 dollars américains pendant la poursuite de leurs études. Les 103 premiers étudiants sont arrivés en 2013, suivis de 93 en 2014 et des autres en 2015.

## Visites de haut niveau

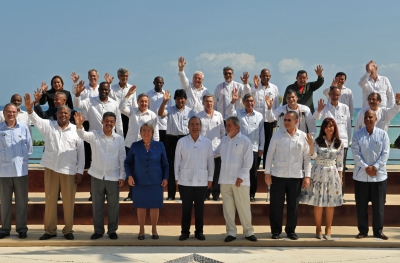
Le président haïtien René Préval participant au sommet du groupe de Rio à Cancun en 2010.

### Visites présidentielles d'Haïti au Mexique
- Président Jean-Bertrand Aristide (2004)
- Président René Préval (2010)
- Président Michel Martelly (2014, 2015)
- Président Jovenel Moïse (2017)

### Visites présidentielles du Mexique en Haïti
- Président Felipe Calderón (2012)
- Président Enrique Peña Nieto (2013)

## Accords bilatéraux

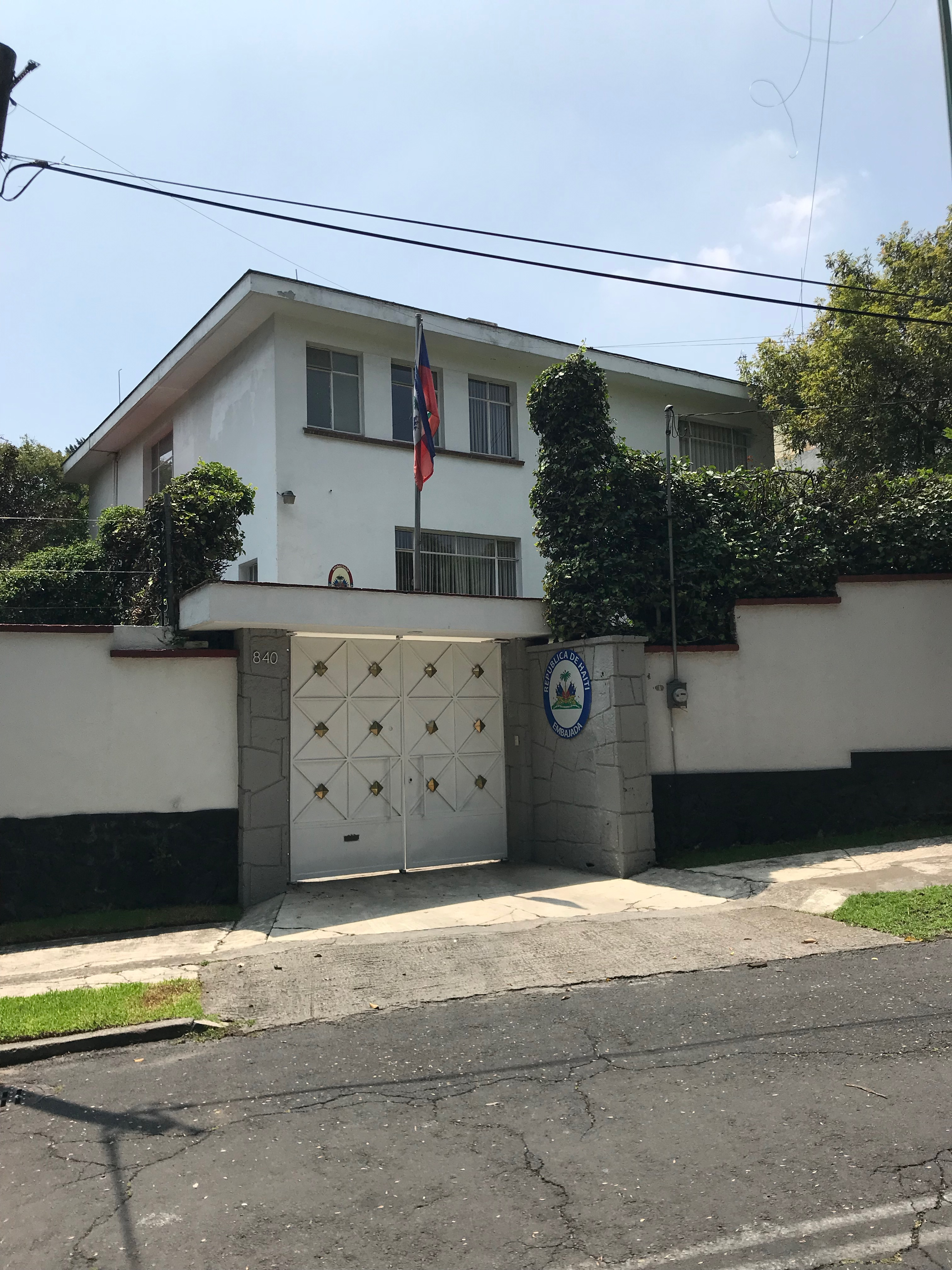
Ambassade d'Haïti à Mexico

Les deux pays ont signé quelques accords bilatéraux, tels qu'un accord sur la délivrance mutuelle de visas sans frais (1942) et un accord de coopération technique et scientifique .

## Relations commerciales
En 2018, le commerce total entre les deux pays s'est élevé à $100 millions de dollars US,. Les principales exportations d'Haïti vers le Mexique sont les suivantes : textiles et vêtements. Les principales exportations mexicaines vers Haïti sont les suivantes : blé, textiles et accumulateurs électriques,. La multinationale mexicaine Cemex opère en Haïti .

## Résidences diplomatiques
- Haïti a une ambassade à Mexico.
- Le Mexique a une ambassade à Port-au-Prince[13].